# Einstein (unità di misura)
In fotochimica, l'einstein è un'unità di misura dell'energia raggiante. Nel caso di una radiazione monocromatica, 1 einstein è pari all'energia associata ad una mole di fotoni, che è a sua volta pari al prodotto della costante di Avogadro (NA) per la costante di Planck (h) per la frequenza della radiazione (ν).
Tale unità di misura prende il nome dal fisico Albert Einstein e non fa parte del Sistema internazionale di unità di misura.